# Morshi
Morshi è una città dell'India di 33.607 abitanti, situata nel distretto di Amravati, nello stato federato del Maharashtra. In base al numero di abitanti la città rientra nella classe III (da 20.000 a 49.999 persone).

## Geografia fisica
La città è situata a 21° 20' 21 N e 78° 0' 47 E e ha un'altitudine di 348 m s.l.m..

## Società

### Evoluzione demografica
Al censimento del 2001 la popolazione di Morshi assommava a 33.607 persone, delle quali 17.238 maschi e 16.369 femmine. I bambini di età inferiore o uguale ai sei anni assommavano a 4.027, dei quali 2.103 maschi e 1.924 femmine. Infine, coloro che erano in grado di saper almeno leggere e scrivere erano 26.153, dei quali 14.129 maschi e 12.024 femmine.